# Lydia Potechina
Lydia Potechina (ryska: Лидия Анатольевна Потехина: Lidia Anatoljevna Potechina), född 5 september 1883 i Sankt Petersburg, Kejsardömet Ryssland, död 30 april 1934 i Berlin, var en rysk-tysk skådespelare. 

## Filmografi (urval)
- 1921 – Den obesegrade döden
- 1922 – Dr. Mabuse, der Spieler , del 1
- 1921 – Den stora cirkusattraktionen
- 1923 - Baron Jönsson
- 1923 – Karusellen
- 1926 – Flickorna Gyurkovics
- 1926 – Hon, den enda
- 1932 – Tsarens diamant
- 1932 – Dag ut och natt in